# The Cell
The Cell (conocida como La célula en Hispanoamérica y La celda en España) es una película estadounidense de suspenso psicológico y ciencia ficción del año 2000 dirigida por Tarsem Singh en su debut como director en el cine y protagonizada por Jennifer Lopez, Vince Vaughn y Vincent D'Onofrio. La historia sigue a un grupo de científicos que utilizan tecnología experimental para adentrarse en la mente de un asesino en serie en estado de coma, con el objetivo de descubrir el paradero de su última víctima secuestrada.
A pesar recibir críticas mixtas tras su estreno, la película se convirtió en un éxito de taquilla, recaudando más de 104 millones de dólares con un presupuesto de 33 millones, y obtuvo una nominación a los Premios Óscar en la categoría de mejor maquillaje. Hacia la década de 2020, algunos medios calificaron The Cell como una película de culto.

## Argumento
La psicóloga infantil Catherine Deane es reclutada para participar en un tratamiento experimental de realidad virtual diseñado para pacientes en coma. Utilizando un innovador dispositivo conocido como «sistema de transferencia sináptica y cartografía neurológica», que fue desarrollado por los doctores Henry West y Miriam Kent, Deane tiene la capacidad de ingresar a las profundidades de la mente de sus pacientes y persuadirlos para que recuperen la conciencia. Este avance tecnológico es financiado por los padres de Edward Baines, un niño en coma a causa de una infección viral que desencadenó una forma poco común de esquizofrenia. Sin embargo, el progreso de Baines se ve obstaculizado por una manifestación siniestra en su mente: un alter ego monstruoso que Deane teme enfrentar. A pesar de sus esfuerzos, West y Kent desestiman la propuesta de Deane de invertir la transmisión para ayudar a Baines, preocupados por las posibles repercusiones de exponerlo a un mundo desconocido.
Al mismo tiempo, el asesino en serie Carl Rudolph Stargher captura a sus víctimas en una celda de vidrio que se llena lentamente de agua, mientras él se deleita en el horror de sus muertes a través de grabaciones en video. Justo cuando el FBI está a punto de identificarlo, Stargher sucumbe a una crisis esquizofrénica y entra en coma, dejando a las autoridades sin pistas sobre su última víctima, Julia Hickson. El agente Peter Novak, consciente de la tecnología experimental, persuade a Deane para que entre en la mente de Stargher y descubra el paradero de Hickson.
Al sumergirse en el oscuro y retorcido paisaje onírico de Stargher, Deane se encuentra con versiones de sus víctimas transformadas en muñecos. El lado inocente de Stargher aparece como un joven que la guía a través de sus recuerdos de maltrato infantil sufrido a manos de su padre. Deane intenta ofrecer consuelo al niño en un intento por obtener información sobre la ubicación de Hickson, pero se enfrenta a otra manifestación: el rey Stargher, una representación demoníaca de su alter ego homicida, que controla el paisaje onírico y atormenta a Deane hasta que pierde la noción de la realidad. El Dr. West, al monitorear sus signos vitales, se da cuenta del peligro que corre Deane, quien podría sufrir daños neurológicos en el mundo real. Novak decide entrar en la mente de Stargher para ayudar a Deane a recordar su verdadera identidad.
Dentro de la mente de Stargher, Novak es capturado y sometido a la tortura por el rey Stargher, mientras Deane se convierte en una especie de sirviente del asesino. En un momento crucial, Novak le recuerda a Deane un doloroso recuerdo de su hermano menor, quien falleció tras un coma prolongado, lo que le permite recuperar la consciencia y darse cuenta de que está atrapada en la mente de Stargher. Con renovada determinación, Deane se libera del dominio del rey Stargher y apuñala a su versión oscura para salvar a Novak. Durante su huida, Novak descubre una versión de la celda de vidrio, con la misma insignia que el polipasto que se encuentra en el sótano de Stargher. El equipo del FBI rastrea la propiedad, descubriendo a Julia Hickson atrapada en el agua y respirando a través de una tubería. Novak logra romper el vidrio y rescatarla.
Mientras tanto, Deane, ahora conectada emocionalmente con el joven Stargher, decide actuar por su cuenta y revierte la transmisión del dispositivo, atrayendo la mente de Stargher hacia la suya. Le ofrece un entorno paradisíaco, aunque él es consciente de que es solo un refugio temporal del rey Stargher. En un acto desgarrador, la versión adulta de Stargher le relata una historia de su infancia en la que sacrificó a un pájaro herido para evitar la tortura de su padre. El rey Stargher se presenta nuevamente como una figura amenazante, pero esta vez Deane toma el control y lo derrota brutalmente. Sin embargo, al eliminar cualquiera de las manifestaciones, se pone en riesgo la vida de Stargher. La versión adulta implora a Deane que lo «salve». Con valentía, Deane lleva al joven Stargher a una piscina, liberándolo de su sufrimiento mientras Stargher muere en el mundo real.
Al final, Deane y Novak se encuentran fuera de la casa de Stargher. El FBI ha decidido desvincular oficialmente la tecnología mental de su investigación, mientras que Deane recibe autorización para utilizar el método de retroalimentación con Edward Baines. En el paraíso mental que ha creado, Baines se acerca a Deane con un cálido abrazo.

## Reparto
- Jennifer Lopez como la Dra. Catherine Deane.
- Vince Vaughn como el agente especial Peter Novak.
- Vincent D'Onofrio como Carl Rudolph Stargher.
- Jake Weber como el agente especial Gordon Ramsey.
- Dylan Baker como Henry West.
- Marianne Jean-Baptiste como la Dra. Miriam Kent
- Tara Subkoff como Julia Hickson.
- Gerry Becker como el Dr. Cooperman.
- Catherine Sutherland como Anne Marie Vicksey.
- Pruitt Taylor Vince como el Dr. Reid.
- Colton James como Edward Baines.
- Musetta Vander como Ella Baines.
- Jake Thomas como el joven Carl Rudolph Stargher.
- Dean Norris como Cole.
- Patrick Bauchau como Lucien Baines.
- James Gammon como Teddy Lee.
- Lauri Johnson como la señora Hickson.
- Kim Chizevsky-Nicholls como una víctima de Stargher.
- Gareth Williams como el padre de Stargher.
- Peter Sarsgaard como John Tracy.

## Producción
Jennifer Lopez estuvo ligada al proyecto desde un principio, incluso antes de que Tarsem Singh se uniera como director. Por otro lado, después de leer el guion, Vincent D'Onofrio dudó en interpretar al principal antagonista de la película por considerar que ya se habían realizado suficientes filmes sobre asesinos seriales y que «no hay nada mejor que The Silence of the Lambs». «Pero luego conocí al director y su visión me conquistó», declaró D'Onofrio. El actor describió su personaje como «la persona menos moral» que haya interpretado y para hacerlo investigó en libros, enciclopedias, fotografías, cartas —que se remontan al siglo XVIII— y libros de arte hechos por locos. Estudió caso psicológicos de hombres que eran similares a su personaje, sin embargo, algunos detalles no se pudieron incluir en el filme por ser demasiado gráficos. D'Onofrio afirmó que el proceso de investigación del personaje fue «demasiado duro» e «inquietante», y se negó a revelar más detalles al respecto. Lopez recordó a D'Onofrio como «muy intenso en el set» y, debido a la interacción entre sus personajes, ambos mantuvieron distancia durante la filmación.
Esta fue la tercera película sobre asesinos seriales en la que actuó Vince Vaughn, después de Clay Pigeons y Psicosis. El actor declaró que no quería ser etiquetado como «el tipo de los asesinos en serie» y aclaró que lo que lo atrajo de The Cell fue la «imaginación increíble» mostrada por el director en sus trabajos previos. Vaughn sintió que la producción se trataba de una «gran película de autor, como una exposición» y describió los afectos visuales como «pinturas». El actor explicó: «La historia se cuenta más a través de las imágenes [...] las imágenes y la fotografía te transportan más que la historia». Según él, la mayor dificultad a la que se enfrentó durante el rodaje fue «no entender la trama de forma lineal». En otra oportunidad, describió su actuación como minimalista, debido a que la historia se basa en la visión estética del director. La presencia del Vaughn descontracturó el ambiente durante el rodaje. «Es encantador, divertido, muy divertido», dijo Lopez.
El rodaje se llevó a cabo tanto en Estados Unidos como en otros países. La escena inicial del desierto se filmó en el lago seco Deadvlei, ubicado en el Parque nacional de Namib-Naukluft (Namibia). Para las escenas del laboratorio se usó The Neurosciences Institute de La Jolla (California). La Jolla también se usó como locación para otras escenas. Las escenas del rescate de Julia Hickson se filmaron en Taft (California). Las escenas en las que Novak y Ramsey convencen a la Dra. Deane de infiltrarse en la mente de Stargher se filmaron en el Pabellón alemán (Barcelona). El Linda Vista Community Hospital de Los Ángeles se usó para las escenas del hospital en la que se examina a Stargher.

## Influencias artísticas

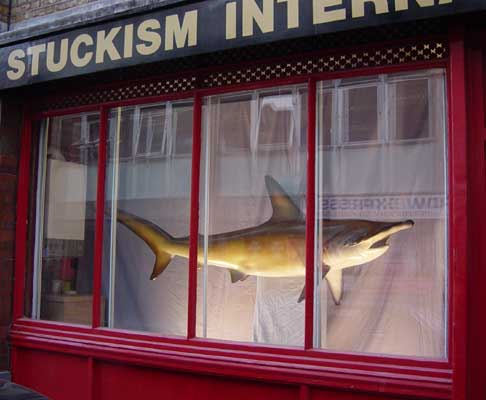
La película recibió influencias de varios artistas, incluido Damien Hirst.

Algunas de las escenas de The Cell están inspiradas en obras de arte. Una escena en la que un caballo se divide en secciones por la caída de paneles de vidrio se inspiró en las obras del artista británico Damien Hirst. La película también incluye escenas basadas en el trabajo de otros artistas de finales del siglo XX, como Odd Nerdrum, H. R. Giger y los hermanos Quay. Tarsem, que comenzó su carrera dirigiendo videos musicales como «Hold On» de En Vogue y «Losing My Religion» de R.E.M., se basó en esas imágenes para las secuencias de sueños de Stargher. En particular, se ha especulado que estuvo influenciado por videos dirigidos por Mark Romanek, como «Closer» y «The Perfect Drug» de Nine Inch Nails, «Bedtime Story» de Madonna, y los videos que Floria Sigismondi dirigió para Marilyn Manson. Durante una escena, el personaje de Jennifer Lopez se queda dormido viendo una película; la película es El planeta salvaje (1973).
En la escena en la que Catherine habla con Carl mientras él está «limpiando» a su primera víctima, el escenario se parece al del video musical «Losing My Religion» de R.E.M. La escena en la que Peter Novak entra por primera vez en la mente de Carl Stargher y se enfrenta a tres mujeres con la boca abierta hacia el cielo está basada en el cuadro Dawn del pintor noruego Odd Nerdrum. La escena en la que Catherine persigue a Carl por un pasillo de piedra, justo antes de entrar en la habitación con el caballo, está basada en el cuadro Schacht de H. R. Giger.
Un psiquiatra que entra en los sueños de un paciente loco para tomar el control de los sueños y así curar la mente del paciente —siendo este un intento muy arriesgado, porque la locura puede prevalecer durante esa «terapia neuroparticipativa»— fue descrito en el cuento He Who Shapes (1965) de Roger Zelazny, pero la película Dreamscape (1984), desarrollada posteriormente a partir de la idea básica de Zelazny, tenía una trama completamente diferente.

## Recepción

### Crítica
Tras su estreno, la reacción crítica de The Cell fue mixta. En el sitio web de recopilación de reseñas Rotten Tomatoes, la película tiene un índice de aprobación del 45 % basado en 166 reseñas, con una calificación promedio de 5.6/10. El consenso de los críticos del sitio web dice: «The Cell ofrece una película perturbadora y sorprendente, pero sus placeres visuales no están a la altura de una historia confusa que socava la estética inventiva del filme». Metacritic, que utiliza un promedio ponderado, le asignó a la película una puntuación de 40 sobre 100, basada en 32 reseñas, lo que indica críticas «mixtas o promedio».
Una de las críticas más positivas vino de Roger Ebert, quien le otorgó a la película cuatro estrellas de cuatro, y escribió: «A pesar de toda su pirotecnia visual, también es una historia en la que nos preocupamos por los personajes; hay mucho en juego al final, y estamos involucrados. Conozco gente que la odia, considerándola pretenciosa o desenfrenada; creo que es una de las mejores películas del año». Ebert luego colocó la película en su lista de «Las 10 mejores películas de 2000», escribiendo: «Tarsem, el director, es un virtuoso visual que hace malabarismos con sus historias sin esfuerzo; es deslumbrante, la forma en que mezcla tantas notas, estilos y géneros en una película tan original». James Berardinelli le dio a la película tres estrellas de cuatro, escribiendo: «The Cell se convierte en el primer largometraje sobre asesinos en serie en mucho tiempo que lleva al género hacia una nueva dirección. No solo desafía las expectativas formulaicas, sino que desafía al espectador a pensar y considerar la horrores que pueden convertir a un niño común en un monstruo inhumano. No hay respuestas fáciles, y The Cell no pretende ofrecer ninguna. En cambio, Singh presenta al público la oportunidad de emprender un viaje desgarrador. Para aquellos que estén a la altura del desafío, vale la pena invertir tiempo en The Cell». Peter Travers, de Rolling Stone, escribió que «Tarsem usa una trama dramáticamente superficial para crear un mundo de sueños densamente repleto de imágenes de belleza y terror que se aferran a la memoria incluso si no lo quieres».
Por el contrario, Stephen Hunter, de The Washington Post, la calificó de «artificial», «arbitraria» y «exagerada». David Edelstein, de Slate, también criticó la película, escribiendo: «Cuando voy a ver una película de asesinos en serie, no quiero ver al asesino en serie (o incluso a su niño interior) mimado, empatizado y perdonado. Quiero verlo baleado, apuñalado, empalado, destripado y finalmente envuelto, chillando, en llamas». Jonathan Rosenbaum, del Chicago Reader, comentó: «Aquí casi no hay trama y menos personajes, solo un montón de pretextos para imágenes sadomasoquistas, decoración católica, montones de sangre y la habitual esquizofrenia de diseño». William Thomas, de Empire, le dio a la película dos estrellas de cinco, afirmando que «a veces hermosa y siempre perturbadora, está extrañamente desprovista de significado».

#### Valoración posterior
Algunos medios catalogaron a The Cell como una película de culto. El actor y comediante Kyle Mooney afirmó: «Fue una de las experiencias cinematográficas más sensacionales de mi vida: una en la que no sabía qué película era y me sorprendió totalmente algo totalmente diferente de lo que podría haber esperado».
El sitio MovieWeb destacó al director Tarsem Singh como un «visionario» que «contribuyó con una visión única» a las cintas de asesinos seriales. El sitio afirmó que el filme «fue un cambio respecto de todo lo que el público conocía sobre el subgénero». Refiriéndose al cine de terror, Joseph Ornelas, del sitio Collider, escribió que la película es «una de las joyas del género más interesantes y subestimadas» de la década de 2000. A diferencia del excesivo uso de la animación por computadora en 2024, el crítico notó «refresante» que se haya «optando por trajes y decorados elaborados, lo que la convierte en una clase magistral de creación de mundos». El artículo concluyó que la película era «digna de revaluación» y que sin bien «no reinventa el género [...] es refrescantemente original». En 2021, Screen Rant consideró The Cell una «obra maestra» y que si se hubiese estrenado veinte años después «habría obtenido una respuesta mucho mejor tanto del público como de los críticos, ya que el terror estético y surrealista se ha vuelto más aceptado como género a lo largo de los años». Cody Hamman, del sitio JoBlo.com, sostuvo que es «una entrada única e inolvidable en el género de terror psicológico».
Jason Guerrasio, de Business Insider, opinó que «presenta una actuación fantástica de Lopez que rara vez se reconoce». La revista Esquire la calificó como «la mejor película de Jennifer Lopez». La actriz recordó su experiencia en la película como «una de las experiencias más emocionantes que he tenido» en el cine.

### Premios y nominaciones
| Organización                                | Categoría                                          | Receptor                                                    | Resultado  | Ref.                 |
| ------------------------------------------- | -------------------------------------------------- | ----------------------------------------------------------- | ---------- | -------------------- |
| Premios Óscar                               | Mejor maquillaje y peluquería                      | Michèle Burke y Edouard F. Henriques                        | Candidatos | [ 39 ]               |
| Art Directors Guild Awards                  | Mejor diseño de producción                         | Tom Foden, Geoff Hubbard, Michael Manson y Guy Hendrix Dyas | Candidatos | [ 40 ]               |
| Blockbuster Entertainment Awards            | Mejor actriz - Ciencia ficción                     | Jennifer Lopez                                              | Ganadora   | [ 41 ] [ 42 ] [ 43 ] |
| Blockbuster Entertainment Awards            | Mejor actor - Ciencia ficción                      | Vince Vaughn                                                | Candidato  | [ 41 ] [ 42 ] [ 43 ] |
| Blockbuster Entertainment Awards            | Mejor actor de reparto - Ciencia ficción           | Vincent D'Onofrio                                           | Candidato  | [ 41 ] [ 42 ] [ 43 ] |
| Premio Bram Stoker                          | Mejor guion                                        | Mark Protosevich                                            | Candidato  | [ 44 ]               |
| Fangoria Chainsaw Awards                    | Mejor estreno nacional                             | The Cell                                                    | Candidata  |                      |
| Fangoria Chainsaw Awards                    | Mejor actor de reparto                             | Vincent D'Onofrio                                           | Ganador    |                      |
| Fangoria Chainsaw Awards                    | Mejor guion                                        | Mark Protosevich                                            | Candidato  |                      |
| Fangoria Chainsaw Awards                    | Mejor banda sonora                                 | Howard Shore                                                | Ganador    |                      |
| Fangoria Chainsaw Awards                    | Mejor maquillaje                                   | Michèle Burke                                               | Ganadora   |                      |
| Makeup Artist and Hair Stylist Guild Awards | Mejor efectos especiales de maquillaje             | Jake Garber                                                 | Ganador    |                      |
| Makeup Artist and Hair Stylist Guild Awards | Mejor peinado innovador                            | Judy Crown, Susan Germaine y Candace Neal                   | Candidatas |                      |
| International Horror Guild Awards           | Mejor película                                     | The Cell                                                    | Candidata  | [ 45 ]               |
| MTV Movie Awards                            | Mejor actuación                                    | Jennifer Lopez                                              | Candidata  | [ 46 ] [ 47 ]        |
| MTV Movie Awards                            | Mejor villano                                      | Vincent D'Onofrio                                           | Candidato  | [ 46 ] [ 47 ]        |
| MTV Movie Awards                            | Mejor vestido                                      | Jennifer Lopez                                              | Candidata  | [ 46 ] [ 47 ]        |
| Online Film & Television Association        | Mejor ópera prima                                  | Tarsem Singh                                                | Candidato  | [ 48 ]               |
| Online Film & Television Association        | Mejor diseño de producción                         | Tom Foden, Geoff Hubbard, Michael Manson y Tessa Posnasny   | Ganadores  | [ 48 ]               |
| Online Film & Television Association        | Mejor vestuario                                    | Eiko Isioka y April Napier                                  | Ganadoras  | [ 48 ]               |
| Online Film & Television Association        | Mejor efectos especiales                           | Kevin Tod Haug y Clay Pinney                                | Ganadores  | [ 48 ]               |
| Premios People's Choice                     | Mejor actriz                                       | Jennifer Lopez                                              | Candidata  |                      |
| Political Film Society Awards               | Award for Peace                                    | The Cell                                                    | Candidata  |                      |
| Premios Phoenix Film Critics Society        | Mejor fotografía                                   | Paul Laufer                                                 | Ganador    | [ 49 ]               |
| Premios Phoenix Film Critics Society        | Mejor vestuario                                    | Eiko Ishioka                                                | Candidata  | [ 49 ]               |
| Premios Phoenix Film Critics Society        | Mejor maquillaje                                   | Michèle Burke y Edouard F. Henriques                        | Candidatos | [ 49 ]               |
| Premios Phoenix Film Critics Society        | Mejor efectos especiales                           | Kevin Tod Haug                                              | Candidato  | [ 49 ]               |
| Premios Saturn                              | Mejor película de ciencia ficción                  | The Cell                                                    | Candidata  | [ 50 ]               |
| Premios Saturn                              | Mejor actriz                                       | Jennifer Lopez                                              | Candidata  | [ 50 ]               |
| Premios Saturn                              | Mejor vestuario                                    | Eiko Ishioka y April Napier                                 | Candidatas | [ 50 ]               |
| Premios Saturn                              | Mejor maquillaje                                   | Michèle Burke y Edouard F. Henriques                        | Candidatos | [ 50 ]               |
| Taurus World Stunt Awards                   | Jill Brown                                         | Mejor trabajo en altura                                     | Candidata  | [ 51 ]               |
| Teen Choice Awards                          | Mejor película de terror o thriller                | The Cell                                                    | Candidata  |                      |
| Asociación de críticos de cine de Turquía   | Mejor película extranjera                          | Tarsem Singh                                                | Candidato  |                      |
| Premios Young Artist                        | Mejor actuación - Actor joven de diez años o menos | Jake Thomas                                                 | Candidato  | [ 52 ]               |